# Mantrap (film, 1926)
Pour les articles homonymes, voir Mantrap.
Pour plus de détails, voir Fiche technique et Distribution.
Mantrap est un film muet américain réalisé par Victor Fleming, sorti en 1926.

## Synopsis
Ralph Prescott est un avocat new-yorkais spécialisé dans les divorces mais fatigué de sa clientèle. Woodbury, qui dirige une entreprise de bonneterie pour dames de l'autre côté du couloir, leur suggère de s'éloigner de la ville et de camper à Mantrap, au Canada. Le célibataire Joe Easter tient un magasin de produits secs à Mantrap. Joe, qui veut de la compagnie féminine, se rend à Minneapolis. Dans un salon de coiffure, il rencontre Alverna, une manucure séduisante, qui accepte de dîner avec lui.
Prescott et Woodbury se disputent en faisant du camping. Joe les sépare en ramenant Prescott à Mantrap - où Prescott rencontre Alverna, maintenant mariée à Joe et qui s'ennuie de la vie dans les bois. Alverna organise une fête et flirte, surtout avec Prescott, qui est attiré par elle mais assez honorable pour partir le lendemain. Alverna attend le canoë de Prescott, l'arrête et lui dit qu'elle part avec lui. Alverna insulte leur guide amérindien, qui prend le canoë, laissant Prescott et Alverna seuls dans les bois. Ils font signe à un hydravion de passer, qui atterrit dans le lac. Alverna flirte avec le pilote, ce qui met Prescott en colère. Le pilote leur laisse de la nourriture.
Publicité de Mantrap dans Motion Picture News, 1926
Joe les suit et, après quelques jours, les attrape. Prescott dit à Joe qu'il épousera Alverna si Joe accorde le divorce ; Joe réplique en disant à Prescott qu'Alverna ne cessera jamais de flirter. Alverna, exclue par les hommes qui planifient son avenir, prend le canoë et les quitte tous les deux.
Prescott retourne à son cabinet d'avocat, rafraîchi par son séjour dans les bois. Joe, seul dans son magasin de Mantrap, défend Alverna auprès de ses voisins prudes - et Alverna revient vers Joe, mais continue de flirter.

## Fiche technique
- Titre original : Mantrap
- Réalisation : Victor Fleming

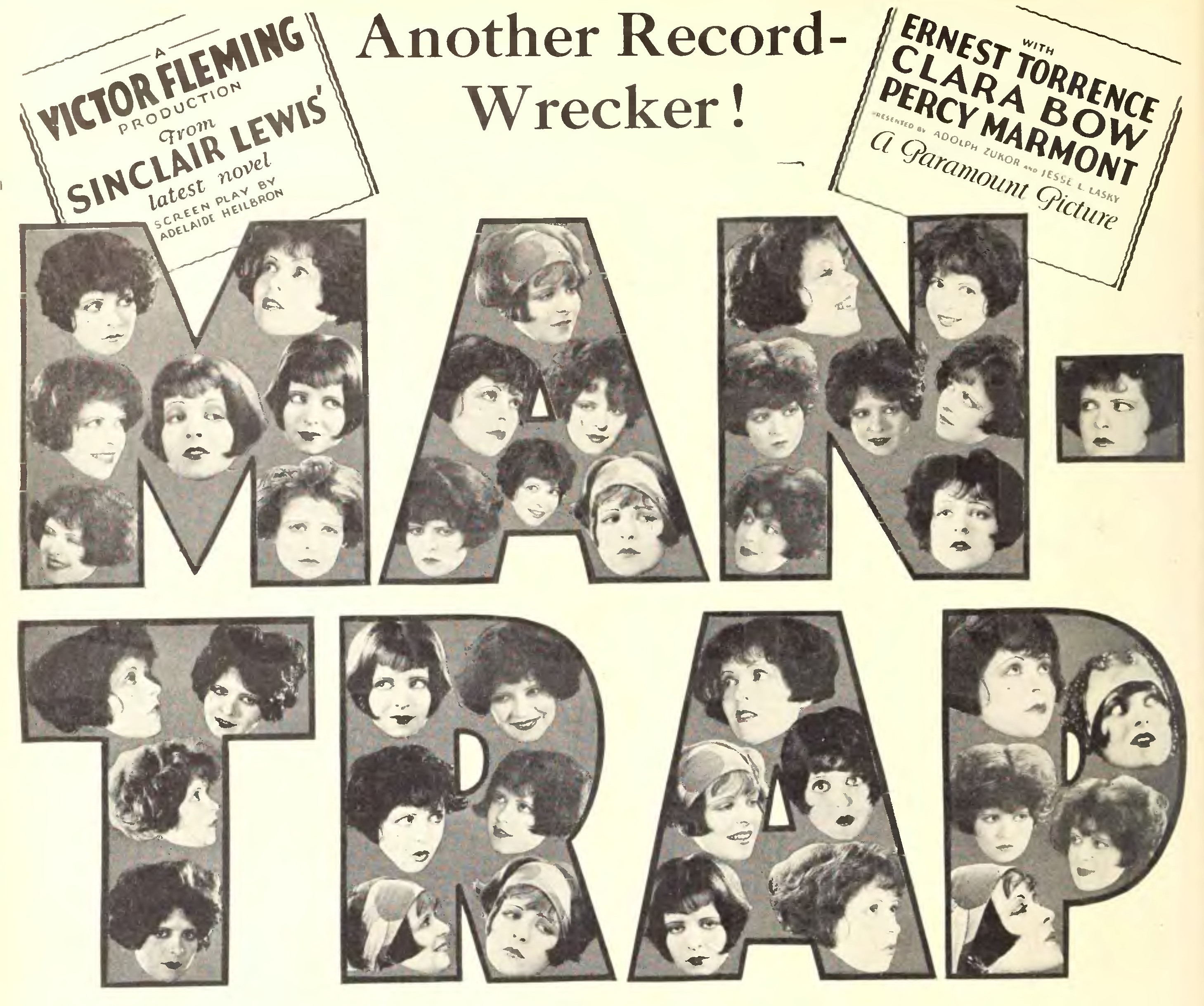
Annonce pour le film dans Motion Picture News en 1926.

- Assistant-réalisateur : : Henry Hathaway
- Scénario : Ethel Doherty et Adelaide Heilbron d'après un roman de Sinclair Lewis
- Intertitres : George Marion Jr.
- Producteurs : B. P. Schulberg et Hector Turnbull producteurs associés
- Société de production et de distribution : Paramount Pictures
- Photographie : James Wong Howe
- Montage : Adelaide Cannon
- Costumes : Travis Banton (non crédité) et Edith Head (non créditée)
- Pays de production :  États-Unis
- Genre : Comédie américaine
- Durée : 86 minutes
- Format : Noir et blanc - 35 mm - 1,33:1 - film muet
- Date de sortie :
  - États-Unis : 24 juillet 1926

## Distribution
- Clara Bow : Alverna
- Ernest Torrence : Joe Easter
- Percy Marmont : Ralph Prescott

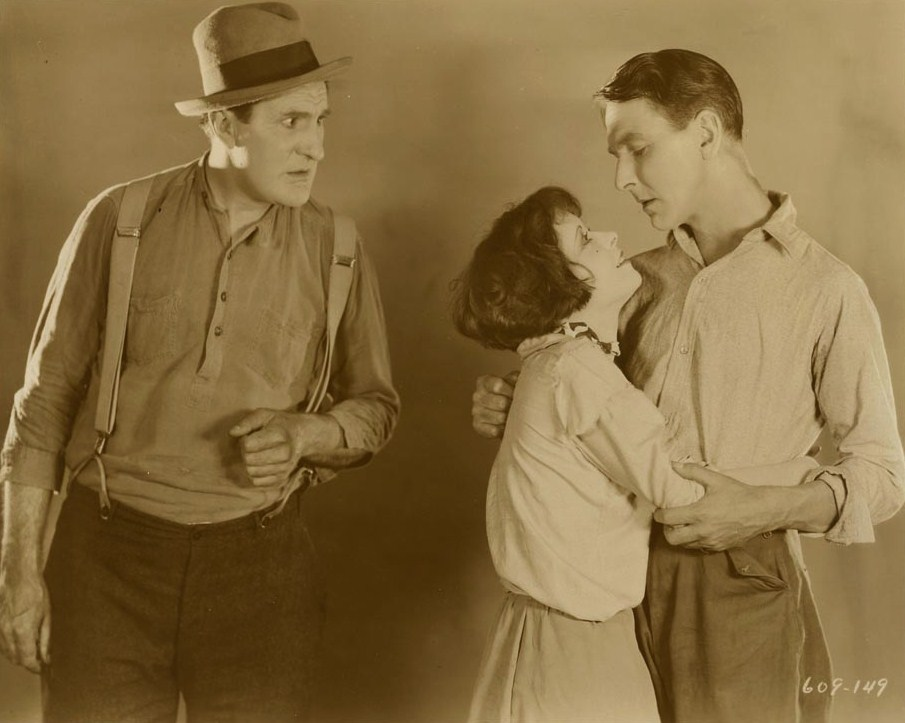
Ernest Torrence, Clara Bow et Percy Marmont.

- Eugene Pallette : E. Wesson Woodbury
- Tom Kennedy : Curly Evans
- Josephine Crowell : Mme McGavity
- William Orlamond : M. McGavity
- Charles Stevens : Lawrence Jackfish
- Miss DuPont : Mme Barker
- Charlotte Bird : Sténographe
- Chef John Big Tree : Un indien (non crédité)
- Ed Brady : Trappeur (non crédité)
- Lon Poff : Ministre (non crédité)
- Rolfe Sedan : Coiffeur (non crédité)